# Ферт-оф-Тей
Ферт-оф-Тей (англ. Firth of Tay) — эстуарий реки Тей на восточном берегу Шотландии. Тянется на 37 км в восточном направлении от слияния рек Тей и Эрн до выхода в Северное море. Ширина — до 5 км; единственный остров — Магдрам. Эстуарий омывает берега областей Ангус, Перт-энд-Кинросс и Файф. Через эстуарий перекинут автомобильный и печально известный железнодорожный мост. В 24 км от входа в Ферт-оф-Тей на рифе Инч-Кейп стоит маяк Белл-Рок.

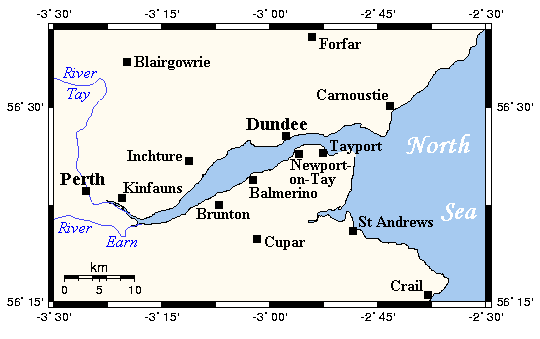

В верхней части эстуария располагаются крупнейшие в Великобритании плавни. Тростник в тех районах был посажен в XVIII веке для предотвращения эрозии берегов реки, теперь же площадь зарослей составляет 8 км² или 15 % всего тростника в стране. Большая часть этой заболоченной местности была осушена для использования в целях земледелия, поэтому теперь оставшийся участок представляет интерес как водно-болотные угодья, защищаемые Рамсарской конвенцией (статус получен 28 июля 2000). Традиционный сбор тростника для кровель был возобновлён в 1970-х годах и продолжался до 2005 года, пока конкуренция со стороны стран Восточной Европы не сделала его экономически невыгодным.
В 1938 году Ферт оф-Тей стал известен тем, что 6 октября с него поднялся гидросамолёт, установивший рекорд по перелёту без дозаправки для гидросамолётов — долетев до Южной Африки, он преодолел 9728 км. В честь события в Данди установлена памятная табличка.
Китобойная экспедиция из Данди 1892-93 году у берегов Антарктиды обнаружила залив, который в честь родного эстуария они также назвали Ферт-оф-Тей.

## Населённые пункты

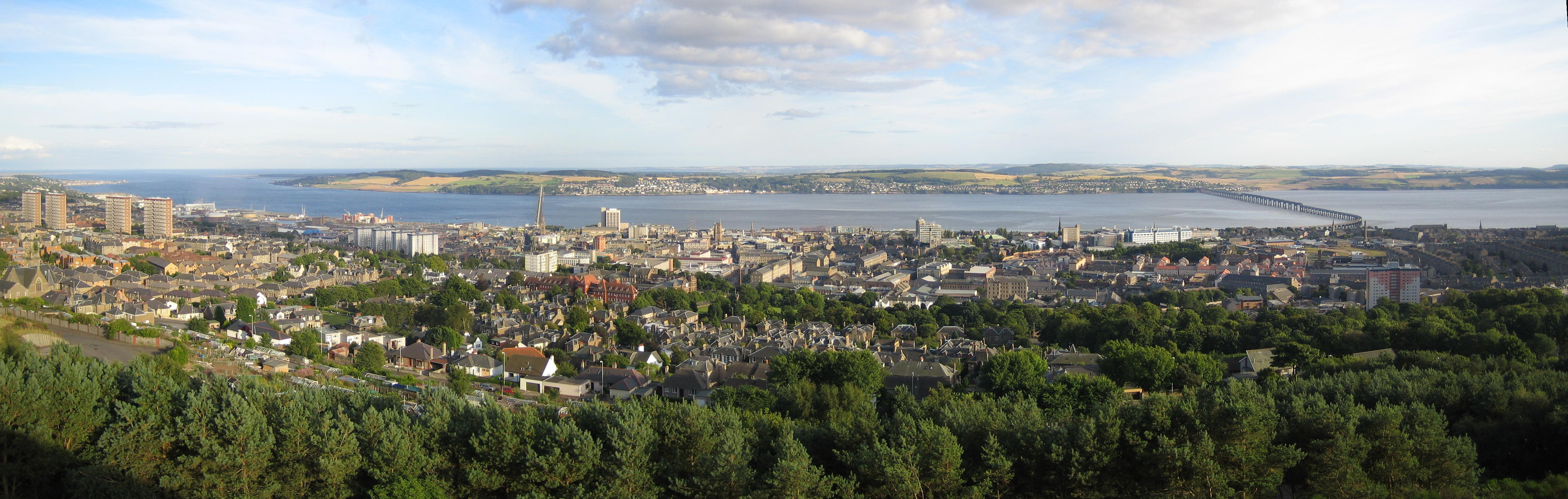
Вид на Данди и Фёрт-оф-Тей

Основной город и порт — Данди, четвёртый по величине город в Шотландии. Другие населённые пункты:
- Броти-Ферри
- Инвергаури
- Монифит
- Ньюборо
- Ньюпорт-он-Тей
- Тейпорт